# 偽姬物語
《偽姬物語》（日語：ひめゴト）是佃煮海苔男以四格漫畫形式創作的日本漫畫。最初連載於一迅社雜誌《Waai!》，後來各於其他三款雜誌連載額外漫畫，分別是、《Comic REX》、《Febri》。13集由柳瀨雄之擔任導演、旭Production製作的改編電視動畫於2014年7月至9月播放。

## 內容簡介
作品講述了霜科學院高中2年生有川姬，在打工時因為過於可愛而被女裝控糾纏，並試圖將其照片售賣。之後被學生會所救，同時受到加入女生限定的學生會的邀請。不過在透漏了自己的身份之後，仍然被以女裝少年的身份邀請。

## 登場人物
有川姬（聲：桑原由氣）
本作主人公。長相與名字都十分像女生的少年，霜科高中2年級生。双亲在世界各地旅游並到處欠錢不還而讓他莫名增加龐大债务。
本身沒有女裝癖，但因為學生會的大姐姐們幫他還清父母欠下的債，所以只好全心奉獻自己，穿上女裝成為霜科高中學生會的所有物。
很擅長家務。對十八禁有好感並被搶走初吻。
霜科十八（聲：摩天樓由香）
綽號「18禁」，霜科高中3年級生，學生會副會長，霜科高中理事長的獨生女，巨乳。似乎特別喜歡姬。搶走姬的初吻。
REX版漫畫中透漏似乎是對姬有好感。
伊集院運子（聲：小野早稀）
霜科高中3年級生，學生會會長。
名字的發音與大便相同，但本人則說這是真名，其實正確的讀法和貞子（さだこ）相同。因為極度害怕鬼怪，把自己名字讀音改為前者。
運動神經和學習成績都很好。
阿部羅奈 / 阿爾貝蒂娜二世（聲：東城日沙子）
霜科高中3年級生，學生會書記。
乍看之下是個有良好家教的大小姐，但是其實是個肚子裏烏漆抹黑、嘴巴又毒的中二病。
現役漫畫家，有五個連載。筆名為「阿爾貝蒂娜二世」。
田所悠馬（聲：江口拓也）
霜科高中男學生，有川姬的朋友、同学，基本上是个轻浮男。
有川輝夜（聲：赤崎千夏）
特別篇《偽姬物語+》的主角。姬的弟弟，就讀霜科高中1年級。
跟哥哥姬同樣是女裝少年，而且原本就很喜歡女裝打扮。
非常喜歡哥哥，因此敵視和哥哥關係良好的18禁。
1號（聲：津田美波）
總是跟在輝夜身邊的同班同學，男裝少女。
幫忙輝夜善後各種問題的存在，隱藏巨乳。
織田光永（聲：佐倉綾音）
綽號小光，風紀委員長，女裝少年。
因為家庭傳統在不得已下男扮女裝。
初中時和18禁是同學。
豐臣廣（聲：田所梓）
綽號小廣，光永的女僕，實際上為男性。
開始女裝的原因是他覺得光永太可憐，後來有所改變。

## 出版書籍
由佃煮海苔男以四格漫畫形式創作的日本漫畫，2011年11月25日至2014年2月25日於一迅社旗下雜誌《Waai!》連載。佃煮海苔男也為3款額外漫畫執筆：2012年4月25日至2013年12月25日於一迅社旗下雜誌連載的《偽姬物語+》；2013年12月號開始於一迅社旗下雜誌《Comic REX》連載的《偽姬物語》；2014年6月20日至2015年6月17日於一迅社旗下雜誌《Febri》連載的《偽姬物語》。三本漫畫單行本於2013年2月19日至2014年7月19日發售。2014年9月3日一迅社發售《偽姬物語漫畫選集》（ひめゴト コミックアンソロジー）。本作已完結。
| 卷數 | 一迅社         | 一迅社                                                  | 長鴻出版社    | 長鴻出版社             |
| 卷數 | 出版日期       | ISBN                                                    | 出版日期      | ISBN                   |
| ---- | -------------- | ------------------------------------------------------- | ------------- | ---------------------- |
| 1    | 2013年2月19日  | ISBN 978-4-7580-1308-6                                  | 2015年6月16日 | ISBN 978-957-516-483-6 |
| 2    | 2013年2月19日  | ISBN 978-4-7580-1368-0                                  |               |                        |
| 3    | 2014年7月19日  | ISBN 978-4-7580-1387-1                                  |               |                        |
| 4    | 2014年11月27日 | ISBN 978-4-7580-1415-1 ISBN 978-4-7580-1416-8（特裝版） |               |                        |
| 5    | 2015年5月5日   | ISBN 978-4-7580-1435-9                                  |               |                        |
| 6    | 2015年7月27日  | ISBN 978-4-7580-1449-6                                  |               |                        |

## 電視動畫
由柳瀨雄之擔任導演、旭Production製作。2014年7月7日至9月29日於BS11等電視台播出。台灣地區由群英社取得授權，於2014年7月7日晚間23:55開始在MY 101綜合台與日本同步播出。

### 製作人員
- 監督、演出：柳瀨雄之
- 系列構成、劇本：兵頭一步
- 角色設計、總作畫監督：櫻井正明
- 音樂：神津裕之
- 動畫製作：旭Production
- 製作：偽姬物語製作委員會

### 主題曲
片頭曲「麻煩製造者（とらぶるめーかー）」
作曲：睦月周平
填詞：ミズノゲンキ
主唱：I, My, Me, Mine（桑原由氣、摩天樓由香、小野早稀、東城日沙子）
片尾曲「化妝！（めーきゃっぷ!）」（第1話－第11話、第13話）
作曲：睦月周平
填詞：ミズノゲンキ
主唱：I, My, Me, Mine（桑原由氣、摩天樓由香、小野早稀、東城日沙子）

### 各話列表
| 話數 | 標題                   | 分鏡     | 演出     | 作畫監督                                     |
| ---- | ---------------------- | -------- | -------- | -------------------------------------------- |
| #01  | 作為女生我完敗了       | 柳瀨雄之 | 柳瀨雄之 | 櫻井正明                                     |
| #02  | 現在的你我可以         | 柳瀨雄之 | 柳瀨雄之 | 德田大貴                                     |
| #03  | 真可愛啊，可惡…        | 柳瀨雄之 | 柳瀨雄之 | 加藤真人                                     |
| #04  | 什麼啊那個設定         | 柳瀨雄之 | 大塚隆寬 | 島崎克實 橋本航平                            |
| #05  | 想要大尺度的東西！     | 柳瀨雄之 | 柳瀨雄之 | 森下昇吾                                     |
| #06  | 低角度沒問題嗎？       | 柳瀨雄之 | 柳瀨雄之 | 齋藤和也 柳瀨雄之 島崎克實 櫻井正明 上野卓志 |
| #07  | 胸部露出來也沒問題嗎？ | 柳瀨雄之 | 柳瀨雄之 | 上野卓志                                     |
| #08  | 因為是第一次請溫柔一點 | 柳瀨雄之 | 柳瀨雄之 |                                              |
| #09  | 於是？結果露出來了？   | 柳瀨雄之 | 柳瀨雄之 | 柳瀨雄之                                     |
| #10  | 雖然正確但還是別說了   | 柳瀨雄之 | 柳瀨雄之 | 市川敬三                                     |
| #11  | 這就是所謂的入室搜查   | 柳瀨雄之 | 大塚隆寬 | 德田大貴                                     |
| #12  | 姬哥哥要退出學生會     | 柳瀨雄之 | 柳瀨雄之 | 德田大貴                                     |
| #13  | 對不起，姬             | 柳瀨雄之 | 柳瀨雄之 | 森下昇吾                                     |

### 播放電視台
日本深夜動畫：下文記載的日本国内播放時間使用日本標準時間（UTC+9）表示。因為部分時間标识會採用30小时制，因此請留意这类超过24:00的时间，其實際播放時間為翌日清晨。
| 播放地區 | 播放電視台   | 播放日期              | 播放時間（UTC+9）         | 所屬聯播網 | 備註 |
| -------- | ------------ | --------------------- | ------------------------- | ---------- | ---- |
| 日本全國 | BS11         | 2014年7月7日－9月29日 | 星期一 23時54分－24時00分 | 衛星電視   |      |
| 日本全國 | NICONICO動畫 | 2014年7月8日－9月30日 | 星期二 22時00分 更新      | 網路電視   |      |

## 音樂
電視動畫片頭曲為；片尾曲為，均由主唱。收錄了以上兩首歌曲的CD於2014年3月5日發售。

## 外部連結
- 電視動畫網站 （日語）